# Lort-Tyckeln
Lort-Tyckeln är en sjö i Ljusdals kommun i Hälsingland och ingår i Ljusnans huvudavrinningsområde. Sjön har en area på 0,138 kvadratkilometer och ligger 409,2 meter över havet.

## Delavrinningsområde
Lort-Tyckeln ingår i det delavrinningsområde (685617-143627) som SMHI kallar för Utloppet av Lort-Tyckeln. Medelhöjden är 427 meter över havet och ytan är 1,34 kvadratkilometer. Det finns inga avrinningsområden uppströms utan avrinningsområdet är högsta punkten. Vattendraget som avvattnar avrinningsområdet har biflödesordning 3, vilket innebär att vattnet flödar genom totalt 3 vattendrag innan det når havet efter 216 kilometer. Avrinningsområdet består mestadels av skog (58 procent) och sankmarker (32 procent). Avrinningsområdet har 0,14 kvadratkilometer vattenytor vilket ger det en sjöprocent på 10,5 procent.